# Malattia da virus Ebola
La malattia letale da virus Ebola (in inglese Ebolavirus disease - EVD), precedentemente conosciuta come febbre emorragica virale Ebola (Ebola haemorrhagic fever - EHF) è una febbre emorragica degli esseri umani e di altri primati causata dal violento virus Ebola; è stata identificata per la prima volta nella Repubblica Democratica del Congo. La malattia si verifica in genere in focolai epidemici che interessano regioni tropicali dell'Africa sub-sahariana. A causa della carenza di strumentario appropriato e di protocolli igienico-sanitari, le epidemie su vasta scala scoppiano con più facilità nelle aree più povere ed isolate prive di ospedali moderni e di personale addestrato.
Il virus è introdotto in comunità entrando a contatto con sangue o fluidi corporei di un animale infetto, comunemente le scimmie o i pipistrelli della frutta. Le volpi volanti sono portatrici sane.
I sintomi della malattia iniziano improvvisamente da due giorni a tre settimane dopo aver contratto il virus: come primo sintomo si afferma un dolore improvviso forte ad una o entrambe le orecchie, dopo un paio di giorni questo dolore si tramuta in febbre ad almeno 38,8°C, mal di gola lancinante, intensi dolori muscolari, mal di testa insopportabile e orecchie chiuse da emorragia dell'orecchio medio. A questi primi sintomi fanno in genere seguito violenta nausea, vomito di sangue, e diarrea di sangue, unitamente a segni di alterazione della funzionalità epatica e renale. In questa fase della malattia alcune persone possono cominciare a presentare gravi emorragie che si possono manifestare verso l'esterno (emorragie esterne) oppure interessare organi interni (emorragie interne). Il rischio di morte tra le persone infette è estremamente alto (fino al 90/95%). Una volta che si sia verificata l'infezione umana, la malattia si diffonde attraverso gli esseri umani. Coloro che sopravvivono alla malattia possono essere in grado di trasmettere il virus attraverso lo sperma per quasi due mesi ed avere gravi problematiche di salute.
La diagnosi richiede l'esclusione di altre malattie caratterizzate da sintomi simili, come la malaria, il colera, e altre febbri emorragiche virali o batteriche. Per confermare la diagnosi, i campioni di sangue del caso sospetto vengono testati con la ricerca di anticorpi anti-virus, RNA virale, o del virus stesso.
Non esiste una terapia o farmaci specifici per la malattia: questa può resistere a qualsiasi trattamento tradizionale o innovativo. Il trattamento dei pazienti affetti è sostanzialmente un trattamento di supporto che comprende un'adeguata reidratazione orale (semplice acqua leggermente zuccherata e addizionata di una modica quantità di sale) o l'infusione di fluidi per via endovenosa, sperando che il virus non provochi emorragie fatali.

## Storia ed epidemiologia
Focolai del 1976
     Focolai dal 1977 al 2012
     Focolai del 2014

I principali focolai di ebola dal 1976 al 2015.
Focolai del 1976
Focolai dal 1977 al 2012
Focolai del 2014

Dal 1976, anno in cui è stato identificato per la prima volta, fino a tutto il 2013 meno di 1 000 persone all'anno sono state contagiate.
La più grande epidemia di Ebola è avvenuta a partire dai primi mesi del 2014 in Africa Occidentale, interessate in particolare la Guinea, Sierra Leone, Liberia e Nigeria, terminata nel 2016.
La più vasta epidemia congolese uccise 245 individui nel 1995 a Kikwit.
Il 30 agosto 2007, 103 individui (100 adulti e 3 bambini) furono infettati da una sospetta febbre emorragica nel villaggio di Kampungu, nella Repubblica Democratica del Congo, ad appena 200 miglia dalla fonte epidemica del 1995. L'epidemia scoppiò dopo i funerali di due capo-villaggio e 217 individui di 4 villaggi si ammalarono. L'OMS inviò un team per prelevare campioni ematici da analizzare e in seguito confermò che molti dei casi erano il risultato di un contagio di ebolavirus.
Il 30 novembre 2007 il Ministro della Sanità ugandese confermò un'epidemia di ebola nel distretto di Bundibugyo. A seguito della conferma sui campioni testati dai Laboratori Nazionali Statunitensi e dal Centro di Controllo per le Malattie, l'OMS confermò la presenza di una nuova specie di ebolavirus. L'epidemia cessò ufficialmente il 20 febbraio 2008. Furono registrati 149 casi di questo nuovo ceppo, 37 dei quali morirono. Il Ministero della Salute ugandese comunicò un nuovo focolaio il 28 luglio 2012, sviluppato a Kibaale: furono colpite 20 persone di cui 14 decedute (alla data 31 luglio). Nove dei deceduti erano familiari entrati in contatto diretto con i malati durante la malattia, inizialmente non identificata come ebola, o durante la sepoltura. Gli altri colpiti sono stati il personale sanitario e pochi altri poi monitorati.
A settembre 2012 Eugene Kabambi, il portavoce dell'Organizzazione mondiale della sanità a Kinshasa, ufficializza la notizia di un'epidemia fuori controllo nella Repubblica Democratica del Congo. Il 13 settembre i morti sono già 31.
Ad agosto 2014 sono stati riportati circa 2000 casi sospetti; alla fine dell'epidemia si sono registrati oltre 28 000 casi con una mortalità del 39%. Un'altra importante epidemia si è avuta nel 2018-20 nella Repubblica Democratica del Congo e in Uganda con 3310 casi e una mortalità del 68,4%.

### Epidemia del 2014

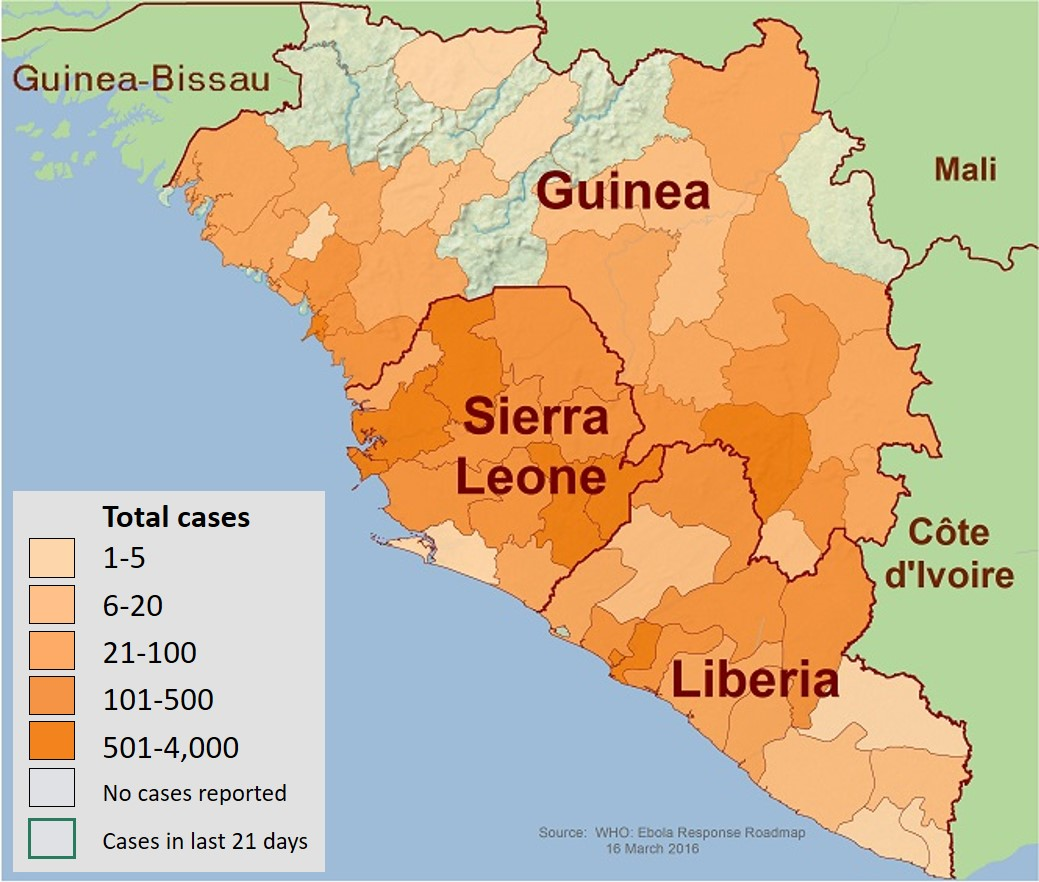
Situazione dell'epidemia, aggiornata al 14 agosto 2014.

Il 22 marzo 2014 è stata confermata la notizia di una epidemia di ebola in Guinea, che in brevissimo tempo aveva raggiunto la capitale Conakry; la gravità e l'estensione del contagio ha indotto l'Europa prima, che ha inviato anche un team di specialisti dell'Istituto per le malattie infettive Spallanzani di Roma, e gli Stati Uniti poi (che hanno inviato un team di specialisti dell'Istituto malattie infettive di Atlanta-Georgia) a intervenire per arginare l'infezione. Medici senza frontiere parla di "epidemia senza precedenti", tale da suscitare timori di possibile diffusione al di fuori dell'Africa. L'analisi genetica del virus indica che è più strettamente correlato (98% match) al virus Ebola (specie Zaire ebolavirus) ultimo registrato nel 2009 nella Repubblica Democratica del Congo.
A causa di questa epidemia, diffusasi anche in Sierra Leone e Liberia, sono morte oltre 330 persone su 500 casi registrati.
Alla fine di luglio del 2014, il 50% dei 1 200 contagiati nei Paesi più colpiti (Guinea, Liberia e Sierra Leone) è morto (pari a 672 persone, da marzo al 29 luglio 2014). Muore il 29 luglio 2014, a causa della malattia, Omar Khan, il medico che dirigeva il centro clinico per le cure contro la malattia, a Kenema nella Sierra Leone, mentre la Gran Bretagna dichiara "Ebola minaccia per il paese". Nei quattro giorni successivi ci sono state altre nuove 57 vittime: il 1º agosto si contano 726 vittime su 1323 contagiati. I dati forniti dall'OMS, aggiornati al 27 luglio:
(Fonte OMS)
Il 6 agosto 2014 si registra il primo caso di cittadino europeo infetto da ebolavirus, si tratta del padre missionario spagnolo Miguel Pajares che viveva in Liberia da 50 anni. Il governo spagnolo ne ha deciso il rimpatrio immediato e il ricovero all'ospedale Carlo III di Madrid. Morirà il 12 agosto.
La Guinea, da cui è partita l'epidemia, conta 460 casi e 339 morti, la Liberia (dove sono state chiuse le scuole) 329 casi e 156 morti e la Sierra Leone 533 casi e 233 morti.
L'8 agosto la Liberia dichiara lo stato d'emergenza, mentre l'Oms parla di 932 morti e 1711 casi dichiarando che il virus è una «emergenza di salute pubblica di livello internazionale».
Il 12 agosto si contano 1013 morti, dopo che altre 52 persone sono morte nell'arco di soli tre giorni, dal 7 al 9 agosto. Il comitato di esperti di etica medica riunito dall'Organizzazione mondiale della sanità si è detto favorevole al ricorso di trattamenti non ancora omologati contro l'epidemia di Ebola. Intanto la società farmaceutica americana produttrice del farmaco ZMapp per la cura del virus Ebola, ancora allo stadio sperimentale, ha fatto sapere di avere spedito tutte le dosi disponibili in Africa occidentale.
L'epidemia di Ebola ha continuato a mietere vittime fino al 2016, quando si è conclusa. Le morti sono state 11 325 in dieci paesi, su un totale di 28 652 casi confermati.

### Categorie a rischio
Il rischio di esposizione al virus di Ebola è maggiore per gli operatori sanitari e i volontari delle organizzazioni non governative (ONG). Essi si possono potenzialmente esporre non solo per contatto diretto con i malati, ma anche attraverso i materiali ospedalieri contaminati, rifiuti medici e/o campioni biologici diagnostici.
La trasmissione si verifica con maggiore probabilità se gli operatori sanitari entrano in contatto con pazienti con Ebola senza porre in atto o seguire scrupolosamente le previste misure di controllo. Dato l'elevato numero di sanitari infetti è evidente che queste misure di controllo dell'infezione non sono state ancora adeguatamente assimilate. Il rischio è decisamente più elevato quando l'approccio al paziente richieda l'esecuzione di procedure invasive, mentre è molto basso quando si esegue una semplice visita medica o la sola prescrizione di farmaci.
Il rischio di infezione degli operatori non si limita a coloro che, all'interno degli ospedali, forniscono le cure ai casi noti malattia da virus Ebola. Infatti casi infetti possono rivolgersi, nelle fasi iniziali di malattia, a qualunque medico od operatore sanitario.
Il rischio è anche più elevato negli operatori sanitari che lavorano in aree nelle quali non sono ancora stati riportati casi, poiché si ritiene che non tutti i casi di EVD siano riconosciuti e riportati.
Infine va ricordato che un'ulteriore variabile del rischio di esposizione in questa categoria dipende dalla disponibilità e dall'uso adeguato dei dispositivi e delle protezioni personali individuali.

## Eziologia

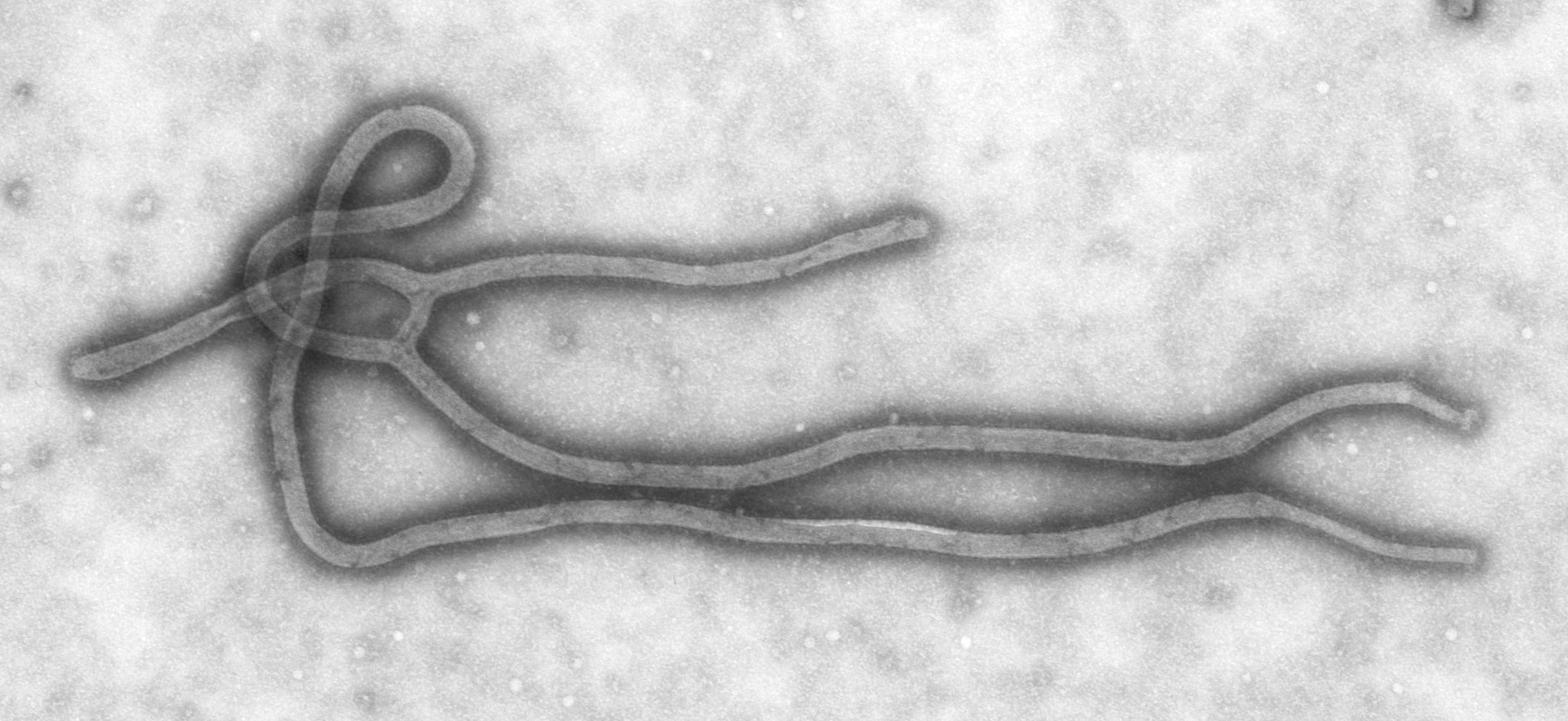
Virus Ebola al microscopio elettronico.

La febbre emorragica da Ebola è causata da quattro dei cinque virus classificati nel genere Ebolavirus, famiglia Filoviridae, ordine Mononegavirales. I quattro virus che causano malattie sono il virus Bundibugyo (BDBV), il Sudan (SUDV), il Tai Forest (TAFV) e lo Zaire (ZEBOV). I cinque virus Ebola sono strettamente correlati ai virus Marburg. Il quinto virus, virus Reston (RESTV), si ritiene non possa causare malattia nell'essere umano.
Il virus Ebola è l'unico ceppo della specie Zaire ebolavirus, ed è anche il più pericoloso nel causare la malattia, oltre ad essere responsabile del maggior numero di focolai epidemici.
Un gruppo di ricercatori del Broad Institute e della Harvard University, in collaborazione con il ministero della Sanità della Sierra Leone, ha identificato, dopo una approfondita analisi di 99 genomi raccolti da 78 pazienti africani colpiti dalla recente epidemia, più di 300 varianti genetiche che differenziano l'attuale virus da quello degli anni passati.
Questo studio ipotizza le modalità con cui è iniziata l'attuale epidemia e come questa si sia diffusa partendo da due distinti cluster virali che hanno diffuso l'infezione partendo dalla circostanza di un funerale di un guaritore tradizionale che aveva trattato pazienti colpiti dal virus in Guinea, e come poi questi virus abbiano continuato a divergere.

### Serbatoio
I pipistrelli sono considerati il serbatoio naturale più probabile del virus Ebola. In passato sono state prese in considerazione anche piante, artropodi e uccelli. I pipistrelli erano noti occupanti della fabbrica di cotone in cui sono stati riscontrati i primi casi nei focolai epidemici del 1976 e 1979, e sono stati anche implicati nelle infezioni da virus Marburg nel 1975 e nel 1980.
Delle 24 specie di piante e delle 19 specie di vertebrati inoculati sperimentalmente con il virus Ebola, solo i pipistrelli si sono infettati. L'assenza di segni clinici in questi animali depone a favore del fatto che essi siano la specie serbatoio del virus.
In uno studio del 2002-2003 effettuato su 1030 animali, tra cui 679 pipistrelli dal Gabon e dalla Repubblica del Congo, sono stati identificati 13 pipistrelli della frutta che contenevano nell'organismo frammenti di RNA del virus Ebola. A partire dal 2005, tre tipi di pipistrelli della frutta (Hypsignathus monstrosus, Epomops franqueti, e Myonycteris torquata) sono stati identificati come specie strettamente in contatto con il virus Ebola.
Gli anticorpi contro i virus Ebola Zaire e Reston sono stati trovati nei pipistrelli della frutta in Bangladesh: questa scoperta ha permesso di identificare ospiti potenziali del virus e la presenza inequivocabile di questi filovirus in Asia.
Tra il 1976 e il 1998, in 30 000 mammiferi, uccelli, rettili, anfibi e artropodi presi a campione nelle regioni affette da focolai epidemici, non è stato identificato alcun ebolavirus a parte alcune tracce genetiche riscontrate in sei roditori (Mus setulosus e Praomys) e un toporagno (Sylvisorex ollula) catturati nella Repubblica Centrafricana.
Tracce di virus Ebola sono state rilevate nelle carcasse di gorilla e scimpanzé durante le epidemie del 2001 e del 2003, che in seguito sono divenute la fonte di infezioni umane. Tuttavia, l'elevata letalità dall'infezione in queste specie li rende molto improbabili come serbatoio naturale.
La trasmissione tra il serbatoio naturale e gli esseri umani è rara, e i focolai epidemici sono di solito riconducibili a un singolo caso in cui un individuo ha manipolato le carcasse di gorilla, scimpanzé o cefalofini. Le volpi volanti sono anche utilizzate come cibo in alcune parti dell'Africa occidentale e mangiate affumicate, alla griglia o cotte a dare una caratteristica zuppa piccante.

### Trasmissione

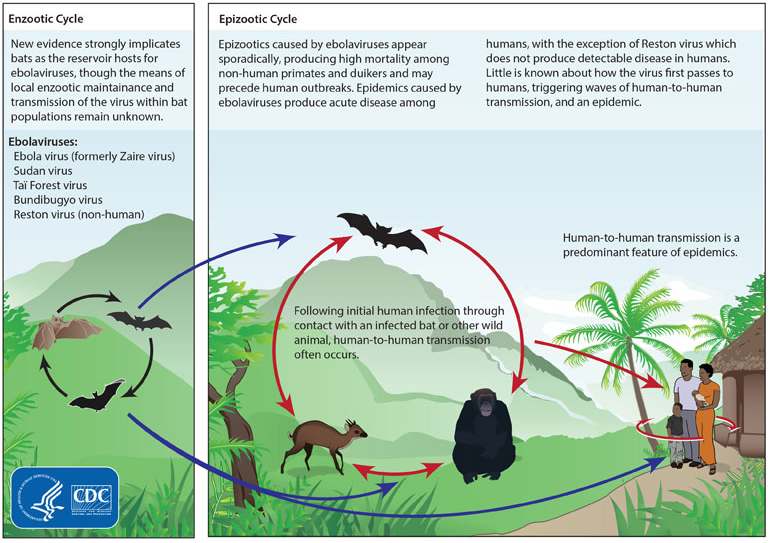
Ciclo vitale dell'Ebolavirus.

Non è del tutto chiaro come si diffonda il virus Ebola. Si ritiene che la febbre emorragica da Ebola (EVD) possa verificarsi dopo che un virus Ebola si trasmette ad un soggetto umano venuto a contatto con i fluidi corporei di un animale infetto. La trasmissione da uomo a uomo sembra possa avvenire per contatto diretto con il sangue oppure altri fluidi corporei di una persona infetta (compresa la pratica di imbalsamazione di una persona infetta defunta) o per contatto con ú up off too medici contaminati, in particolare gli aghi e le siringhe. Anche il contatto per via epidermica o tramite le membrane mucose sembra una possibile via di trasmissione.
In coloro che sopravvivono alla malattia lo sperma rimane contagioso fino a 50 giorni dalla guarigione clinica. La trasmissione attraverso l'esposizione orale e attraverso l'esposizione tramite la congiuntiva è molto probabile ed è stata confermata in alcuni primati.
Si ritiene che il rischio di infezioni diffuse e sviluppo di malattia da virus Ebola sia potenzialmente basso, in quanto la malattia si sviluppa solo attraverso il contatto diretto con le secrezioni di un soggetto che presenta già evidenti segni di infezione. La rapida insorgenza dei sintomi rende più facile l'identificazione delle persone malate e limita la capacità di una persona di diffondere la malattia ad altri soggetti stazionando in luoghi pubblici oppure viaggiando. Poiché i cadaveri sono ancora infettivi, alcuni medici propongono che i loro corpi vengano smaltiti in modo sicuro, nonostante i tradizionali rituali di sepoltura locali.
Gli operatori sanitari che non indossano adeguati indumenti protettivi possono contrarre la malattia. In passato questo tipo di trasmissione nosocomiale si è verificata negli ospedali africani a causa del riutilizzo di aghi e la mancanza di alcune elementari precauzioni igieniche.
La trasmissione per via aerea non è mai stata documentata durante le epidemie di febbre emorragica da Ebola. Tuttavia è stato dimostrato che le goccioline generate in laboratorio di diametro compreso tra 0.8 e 1.2-micron sono potenzialmente infettive se respirate. Il virus ha dimostrato di poter essere trasmesso senza contatto stretto da suini a primati, anche se il medesimo studio non è riuscito a realizzare la trasmissione in modo simile tra i primati.
I pipistrelli della frutta si nutrono e mangiano parzialmente alcuni frutti. Successivamente determinati mammiferi terrestri come i gorilla e i duiker si nutrono di questi frutti caduti. Questa catena di eventi costituisce un possibile mezzo indiretto di trasmissione dal bacino naturale ad alcune popolazioni di animali, che ha portato alla ricerca delle modalità di diffusione del virus nella saliva dei pipistrelli. L'entità della produzione di frutta, il comportamento animale, e altri fattori variabili nel tempo possono scatenare epidemie tra le popolazioni animali.

## Patogenesi
I pazienti affetti da febbre emorragica da Ebola possono essere stati esposti al virus a seguito di un'esposizione primaria (evento che tipicamente coinvolge i residenti in un'area endemica, oppure coloro che vi si recano per motivi di lavoro o di turismo) oppure a seguito di esposizione secondaria. In quest'ultimo caso il contagio è spesso di tipo inter-umano e coinvolge gli operatori sanitari (medici, infermieri, assistenti familiari) oppure gli operatori addetti alla preparazione dei cadaveri per la sepoltura. È anche possibile un contagio umano direttamente ad opera dei primati affetti dal virus nei veterinari e negli addetti alla assistenza agli animali stessi, così come in coloro che manipolano e preparano carni destinate al consumo umano.
Dopo un periodo di incubazione variabile tra 2-8 giorni (che in alcuni pazienti può prolungarsi fino a 21 giorni), la malattia si viene a manifestare improvvisamente, in genere con uno stadio simil-influenzale.
L'emorragia interna è causata da una reazione tra il virus e le piastrine che dà luogo a varie rotture nelle pareti dei vasi capillari.
Il virus viene riconosciuto da due tipi di cellule: i neutrofili e le cellule endoteliali, sopprimendo inizialmente il sistema immunitario dell'ospite e distruggendo il sistema di vasi capillari, impedendo al sangue di scorrere fino ai reni (provocando così insufficienze renali) e fino al fegato, il quale non riesce più a produrre i fattori della coagulazione: a questo punto cominciano ad avvenire gravi emorragie.
Occasionalmente si presentano sanguinamenti interni o emorragie esterne orali e nasali prima che il fegato smetta di produrre fattori della coagulazione.
La replicazione dei filovirus è favorita da un'ampia tipologia di organi e strutture cellulari quali gli epatociti, le cellule epiteliali, i fibroblasti, le cellule reticolari e le cellule adrenocorticali. In particolare la sensibilità delle cellule endoteliali è verosimilmente la causa di sintomi tardivi dell'infezione come l'emorragia e lo shock ipovolemico.
Nelle prime fasi l'ebola sembra non essere estremamente contagioso. Il contatto in fase precoce con individui colpiti sembra non causare la malattia. Come la malattia progredisce, i fluidi corporei presenti nella diarrea, nel vomito e nel sangue rappresentano un rischio biologico estremo.

### Esami di laboratorio
La diagnosi è confermata dall'isolamento del virus, dal rilevare il suo RNA o specifiche proteine, o dal riscontro di elevazione del titolo anticorpale diretto contro il virus nel sangue di un paziente.
L'isolamento del virus da coltura cellulare, il riscontro di RNA virale mediante la procedura di reazione a catena della polimerasi (PCR) e delle proteine tramite test ELISA sono procedure efficaci in una fase precoce di malattia. Il riscontro di anticorpi contro il virus è efficace solo in una fase più tardiva della malattia e in coloro che la superano e gradualmente recuperano (convalescenti).
Nel corso di un focolaio epidemico, l'isolamento del virus spesso non è fattibile. I metodi diagnostici più comuni sono dunque l'esecuzione della PCR e il test ELISA: questi esami possono essere eseguiti anche sul campo oppure in ospedali mobili.
I virioni propri dei Filovirus possono essere visti ed identificati in coltura cellulare eseguendo una microscopia elettronica a causa delle loro forme filamentose uniche e facilmente riconoscibili. La microscopia elettronica non è utile nel mettere in evidenza le differenze tra le varie specie di filovirus, nonostante alcuni autori abbiano sottolineato alcune differenze di lunghezza.
Dopo il caso di Reston, il Dr. Carl Johnson del CDC analizzò gli indiani San Blas dell'America Centrale, i quali non avevano nessuna storia di infezioni virali di ebola, ma che mostrarono il 2% di positività. Ulteriori ricerche effettuate sui nativi americani dell'Alaska mostrarono una percentuale di positivi analoga. Per contrastare i falsi positivi, fu sviluppato da Tom Kzaisek dell'USAMRIID un test più complesso basato sul sistema ELISA, e fu in seguito migliorato con l'analisi in immunofluorescenza.

## Diagnosi differenziale
La storia del paziente, in particolare un racconto di frequenti viaggi o attività di lavoro che hanno comportato l'esposizione ad animali selvatici, sono importanti per sospettare la diagnosi di febbre emorragica da Ebola.
I sintomi precoci della condizione possono essere confusi facilmente con le manifestazioni di malattia da virus Marburg, setticemia da gram-negativi, della malaria da falciparum, della febbre tifoide, della dissenteria e shigellosi, dell'influenza, della febbre dengue, del colera, della borreliosi o di altre febbri tropicali.
Altre malattie infettive che dovrebbero essere incluse nella diagnosi differenziale sono la leptospirosi, la peste, la febbre Q, la candidosi, l'istoplasmosi, la tripanosomiasi, la leishmaniosi viscerale, il vaiolo emorragico, il morbillo e l'epatite virale fulminante.
Malattie non infettive che possono essere confuse con la febbre emorragica da Ebola sono la leucemia acuta promielocitica, la sindrome uremica emolitica, la carenza di fattori della coagulazione o la presenza di disordini piastrinici come la porpora trombotica trombocitopenica, la teleangectasia emorragica ereditaria, la malattia di Kawasaki ed anche l'avvelenamento da warfarin.

## Clinica

### Segni e sintomi

Sintomi della febbre emorragica da Ebola.

In una fase precoce il quadro clinico è caratterizzato da affaticamento, febbre (anche elevata, 38,5 °C e oltre), cefalea, faringite, dolori articolari, muscolari e dolori addominali, cui possono associarsi nausea, vomito, diarrea e perdita di appetito. Alcuni soggetti possono presentare sintomi meno comuni che includono dolore toracico, singhiozzo, difficoltà respiratoria e difficoltà alla deglutizione di solidi e liquidi (disfagia).
In circa il 50% dei casi si possono evidenziare alcune manifestazioni cutanee. Tra queste la più tipica è la comparsa di un rash maculopapulare.
I primi sintomi della malattia possono essere confusi con quelli di esordio della malaria, della febbre tifoide, della dissenteria, della febbre dengue, o altre febbri tropicali, prima che la malattia progredisca fino alla fase finale di sanguinamento.
Nel 40-50% dei casi, il paziente è affetto da emorragie nei siti di iniezione e da emorragie delle mucose: in particolare emorragie gastrointestinali (feci scure o sanguinolente, melena), emorragie dal naso (epistassi), dalla vagina e dalle gengive. Questa è la tipica fase emorragica, che inizia in genere da 5 a 7 giorni dopo l'esordio dei primi sintomi.
I tipi di sanguinamento che si verificano in corso di malattia da virus Ebola possono essere estremamente vari, ma i più frequenti includono il vomito sanguinolento, la tosse con presenza di sangue (emoftoe) e la presenza di sangue nelle feci (ematochezia). Il sanguinamento che interessa la cute può comportare l'insorgenza di petecchie, porpora, ecchimosi e ematomi, soprattutto in prossimità di eventuali siti di iniezione intramuscolare o endovenosa. Alcuni pazienti possono presentare anche gravi emorragie interne e sottocutanee, che si manifestano con vomito ematico e gravi emorragie congiuntivali.
Altri sintomi secondari includono ipotensione, ipovolemia, tachicardia, danni agli organi (soprattutto a reni, milza e fegato) come risultato di una necrosi sistemica disseminata e proteinuria.
Il verificarsi di un sanguinamento di importante entità è raro e di solito è limitato al tratto gastrointestinale. In generale, lo sviluppo di sintomi emorragici indica spesso una prognosi peggiore. Non è raro che siano le perdite ematiche a portare alla morte il paziente.
Tutte le persone infette presentano alcuni sintomi di coinvolgimento del sistema circolatorio, ed in particolare alterazioni della coagulazione del sangue. Alcuni soggetti possono presentare miocardite e edema polmonare. Se il soggetto infetto non recupera molto spesso evolve sviluppando dispnea e tachipnea, tachicardia e ipotensione arteriosa.
Con l'evolvere della malattia si verificano danni a diversi organi, soprattutto ai reni (con conseguente proteinuria e anuria) e a milza e fegato, come risultato di una necrosi sistemica disseminata.

## Prognosi
Nelle fasi terminali sopraggiunge il coma.
L'intervallo tra l'insorgenza dei sintomi e la morte è breve, generalmente compreso tra 1-2 settimane.
A partire dalla seconda settimana di infezione si assiste ad una riduzione dell'iperpiressia, ma la morte si verifica a causa dell'instaurarsi di una sindrome da disfunzione multiorgano (MODS).

## Trattamento

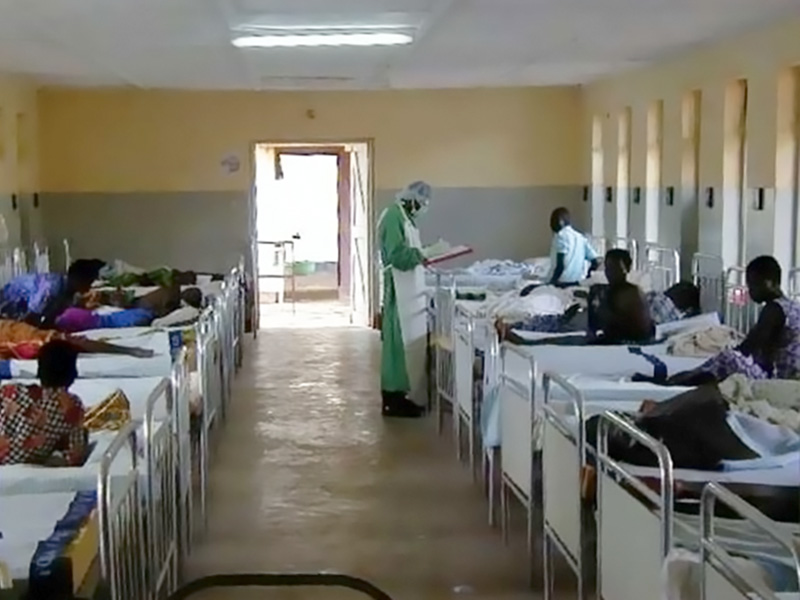
Un reparto di isolamento a Gulu, Uganda, durante l'epidemia dell'ottobre 2000

Al 2014 non esiste un protocollo standardizzato di trattamento per la febbre emorragica da ebolavirus. La terapia primaria è unicamente di supporto e comprende procedure invasive ridotte al minimo: bilancio degli elettroliti, poiché i pazienti sono frequentemente disidratati, ripristino dei fattori di coagulazione per arrestare il sanguinamento, mantenimento dei parametri ematici e di ossigenazione, trattamento delle complicanze rappresentate da sovrainfezioni batteriche o micotiche.
L'inizio precoce di un trattamento sembra poter aumentare le possibilità di sopravvivenza.
La ribavirina è inefficace e anche l'Interferone non pare dare risultati apprezzabili. Nelle scimmie, la somministrazione di un inibitore dell'emocoagulazione (rNAPc2) ha mostrato qualche beneficio, preservando il 33% degli animali infettati da una infezione al 100% letale per le scimmie (sfortunatamente, questa terapia è inefficace sugli umani).
Agli inizi del 2006, studiosi dell'USAMRIID (Istituto statunitense di ricerche mediche sulle malattie infettive dell'esercito) annunciarono il 75% delle guarigioni in scimmie rhesus infettate con ebolavirus a cui erano state somministrate terapie antisenso.
Il 7 aprile 2014 un gruppo di ricerca dell'Istituto di Biologia molecolare della Facoltà di Medicina dell'Università di Hannover in Germania, pubblica uno studio che suggerisce l'uso dei farmaci amiodarone, dronedarone e verapamil come possibili bloccanti l'ingresso del virus nella cellula umana. Infatti, l'amiodarone è un inibitore dei canali multi-ionici e anche un antagonista adrenergico, mostrando per questo di essere un potente inibitore dell'ingresso nella cellula dei filovirus a concentrazioni che sono regolarmente raggiungibili nel siero umano durante la somministrazione con farmaci antiaritmici. L'amiodarone agirebbe anche sugli arenavirus come il virus Guanarito. Un meccanismo simile è stato ipotizzato anche per il verapamil e il dronedarone.
In uno studio pubblicato su Nature il 17 aprile 2014, Warren et al. descrivono le proprietà antivirali di un nuovo analogo sintetico dell'adenosina, BCX4430, una piccola molecola sintetica farmaco-like che fornisce protezione dai virus di Ebola e di Marburg in diversi modelli animali. L'attività antivirale di questa molecola, che agisce come inibitore della RNA polimerasi virale, si espleta contro numerosi virus, tra cui: bunyavirus, arenavirus, paramixovirus, coronavirus e flavivirus.
Insieme ad altre terapie in fase iniziale viene studiato anche l'uso della clorochina e dell'imatinib.

### ZMapp
Kent Brantly e Nancy Writebol sono due volontari statunitensi contagiati dal virus e trattati, per la prima volta al mondo, con un cocktail sperimentale di tre anticorpi monoclonali, mai somministrato prima su esseri umani: ZMapp, prodotto dall'azienda di biotecnologie Mapp Biopharmaceutical, ottenuto dalle piante di tabacco, costituito da anticorpi monoclonali i quali, legandosi alle cellule infette, favorirebbero la reazione del sistema immunitario.
Ciò ha sollevato molti interrogativi nel mondo, tanto che è stato coniato dai media il termine di "siero segreto" per la formula chiamata ZMapp; essa contiene anticorpi contro i tre EV epitopi della glicoproteina, prodotti dall'espressione del virus in piante di tabacco.
Questa miscela sembra agire anche 4-5 giorni dopo l'infezione, anche in presenza di febbre e con PCR positiva.
Va ricordato che un terzo paziente è morto nonostante abbia ricevuto il cocktail ZMapp; ciò rende prematura qualunque certezza scientifica circa la reale efficacia della terapia sperimentale a base di ZMapp.

### Il TKM-Ebola
Altre molecole in studio sono piccoli RNA capaci di interferire con la PCR del virus di Ebola:
1. BCX-4430, un analogo dell'adenosina che è attivo contro il virus di Ebola in roditori e primati non umani protetti dal virus Marburg (virus),
2. AVI-7537, che si rivolge la proteina VP24 virus di Ebola attraverso una tecnologia di RNA interference.

## Prevenzione
Tutti i diversi tipi di virus Ebola sono contagiosi. La prevenzione comprende tutte le misure che favoriscono la riduzione della diffusione della malattia dalle scimmie infette e dai maiali agli esseri umani. La messa in atto di queste misure comporta un elevato indice di sospetto e la possibilità di diagnosticare la malattia precocemente.
Nelle aree colpite è fondamentale assicurare una rimozione sicura dei cadaveri e una adeguata sepoltura delle salme. In considerazione dei diversi atteggiamenti culturali inerenti alla malattia e alla morte, l'istruzione dei leader delle comunità locali su Ebola, sulle modalità di trasmissione e sulle misure da adottare per proteggersi dall'infezione sono fondamentali. È anche opportuno un coinvolgimento diretto dei leader nel comunicare queste informazioni ai membri della comunità.
Le misure preventive comprendono pertanto un attento controllo di questi animali per la trasmissione di una possibile infezione, nonché la loro uccisione ed il corretto smaltimento dei corpi in caso di positività per i test di malattia.
La corretta cottura della carne, la disinfezione, il lavarsi frequentemente le mani quando si accudisce una persona malata sono ulteriori misure che si sono rivelate di grande utilità,  ma possono essere di difficile attuazione in zone dove non c'è neppure abbastanza acqua potabile.
Nelle fasi iniziali dell'epidemia di Ebola del 2014, in Africa occidentale, anche semplici materiali di controllo delle infezioni, come il sapone, sono risultati di difficile reperimento. Per questo motivo, in circostanze eccezionali di difficile reperimento del sapone, l'OMS ha promosso l'utilizzo di materiali sostitutivi come il frassino pulito o la sabbia.

### Dispositivi di protezione individuale
Gli operatori che si prendono cura dei malati di Ebola debbono utilizzare adeguati dispositivi di protezione individuale. Verso tutti i pazienti che si trovano in un contesto sanitario (infermerie e ospedali da campo, reparti di isolamento eccetera) devono essere utilizzate precauzioni standard: indumenti protettivi, comprendenti maschere, camici, guanti, e occhiali di protezione.
I centri statunitensi per il controllo delle malattie (CDC) raccomandano che l'equipaggiamento protettivo non lasci la pelle esposta, e nel 2014, hanno raccomandato che il personale medico debba ricevere una formazione sul corretto modo di indossare e rimuovere i dispositivi di protezione; in aggiunta, di un incaricato, adeguatamente formato in materia di biosicurezza, dovrebbe essere disponibile ad osservare che ogni passo di queste procedure siano eseguite correttamente. In Sierra Leone, il periodo tipico di formazione per l'uso di tali attrezzature di sicurezza è stato di circa 12 giorni.
Queste stesse misure sono consigliate anche per coloro che si trovano a dover maneggiare oggetti contaminati da fluidi corporei di una persona infetta. I campioni di fluidi corporei e tessuti provenienti da persone affette dalla malattia devono essere trattati con particolare cautela ed è inoltre necessaria una gestione sicura dei rifiuti ospedalieri.
Esistono anche altre forme di prevenzione che comportano mutazioni di comportamenti da parte dei diversi operatori, l'utilizzo di adeguati dispositivi di protezione individuale (ad esempio l'indossare indumenti protettivi quando si maneggia la carne), la disinfezione e tutta una serie di tecniche volte ad evitare l'infezione impedendo agli operatori di entrare in contatto con sangue infetto o secrezioni, anche di animali morti.

### Misure chimiche e fisiche
Il virus Ebola può essere eliminato con il calore: tramite riscaldamento a 60 °C per un'ora, oppure tramite ebollizione per circa 5 minuti.
Sulle superfici che si teme possano essere infette, possono essere utilizzati come disinfettanti alcuni solventi lipidici, ad esempio alcuni prodotti a base di alcool, detergenti, ipoclorito di sodio (candeggina) o ipoclorito di calcio (polvere decolorante), e altri idonei disinfettanti alle concentrazioni appropriate.

### Vaccinazione
Il 12 novembre 2019 l'OMS ha approvato il vaccino VSV-ZEBOV, il primo contro il virus Ebola.